# Sombacour
Sombacour est une ancienne commune française située dans le département du Doubs en région Bourgogne-Franche-Comté. Depuis le 1er janvier 2024, elle fait partie de la commune nouvelle de Val-d'Usiers dont le chef-lieu est Bians-les-Usiers.

## Géographie
La commune est située à 10 km de Pontarlier (sous-préfecture du Doubs), dans le Val d'Usier. Celui-ci, un peu à l'écart des grands axes, est au nord de la Chaux d'Arlier, au sud du plateau d'Ornans et à l'est du plateau de Levier.

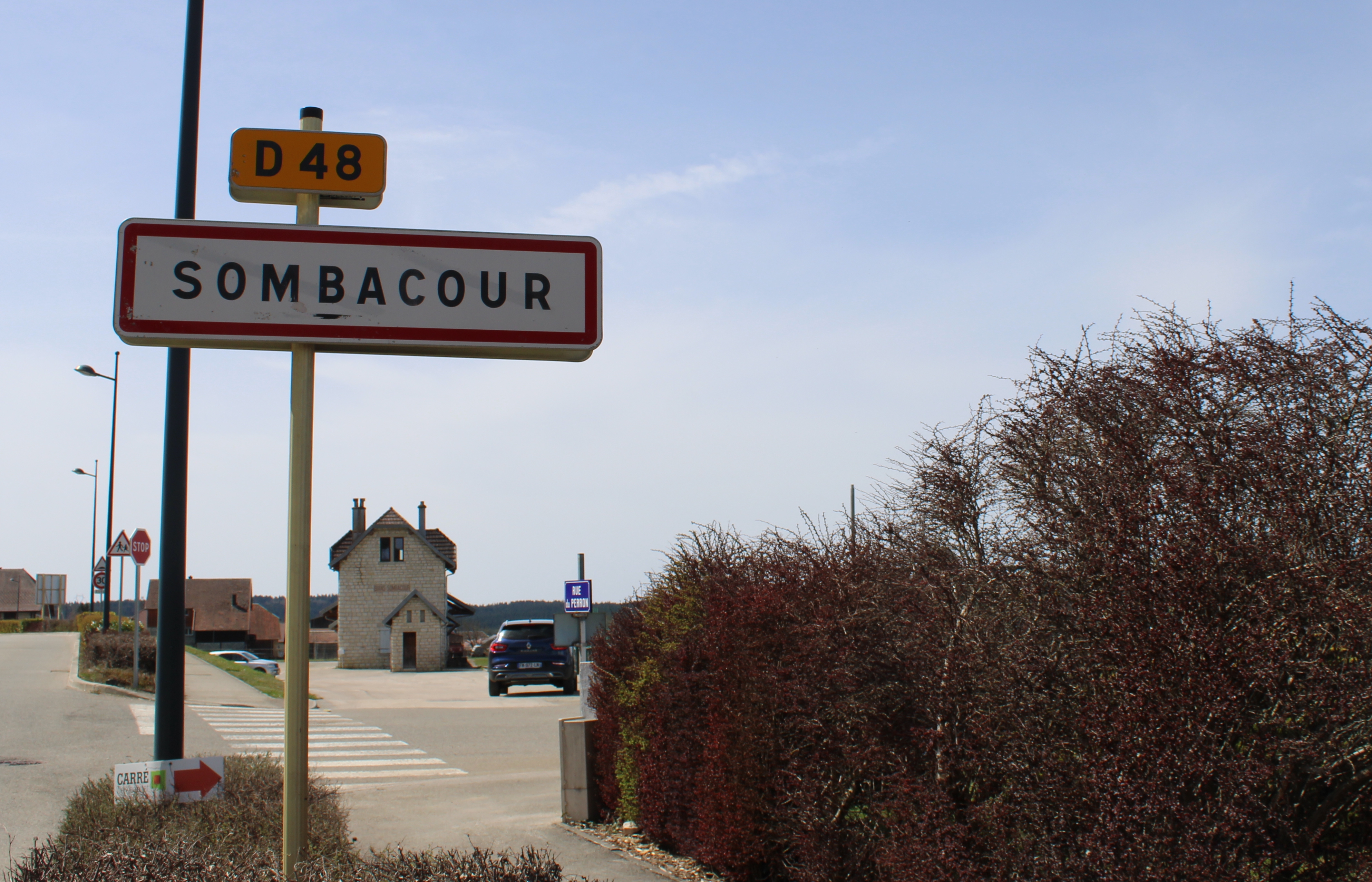
Entrée du village.

### Évolution du territoire
Le 1er janvier 2024, la commune de Val-d'Usiers est créée sous le régime de la commune nouvelle par fusion de Bians-les-Usiers, Goux-les-Usiers et Sombacour par arrêté préfectoral du 27 septembre 2023 complété par l'arrêté préfectoral du 15 décembre 2023. P

## Urbanisme

### Typologie
Sombacour est une commune rurale, car elle fait partie des communes peu ou très peu denses, au sens de la grille communale de densité de l'Insee,,,.
Elle appartient à l'unité urbaine de Goux-les-Usiers, une agglomération intra-départementale regroupant 3 communes et 2 047 habitants en 2017, dont elle est ville-centre,.
Par ailleurs la commune fait partie de l'aire d'attraction de Pontarlier, dont elle est une commune de la couronne. Cette aire, qui regroupe 56 communes, est catégorisée dans les aires de moins de 50 000 habitants,.

### Occupation des sols
L'occupation des sols de la commune, telle qu'elle ressort de la base de données européenne d'occupation biophysique des sols Corine Land Cover (CLC), est marquée par l'importance des forêts et milieux semi-naturels (50,6 % en 2018), une proportion identique à celle de 1990 (50,7 %). La répartition détaillée en 2018 est la suivante : forêts (46,2 %), prairies (30,4 %), terres arables (8,8 %), zones agricoles hétérogènes (8,1 %), milieux à végétation arbustive et/ou herbacée (4,4 %), zones urbanisées (2,1 %). L'évolution de l'occupation des sols de la commune et de ses infrastructures peut être observée sur les différentes représentations cartographiques du territoire : la carte de Cassini (XVIIIe siècle), la carte d'état-major (1820-1866) et les cartes ou photos aériennes de l'IGN pour la période actuelle (1950 à aujourd'hui).

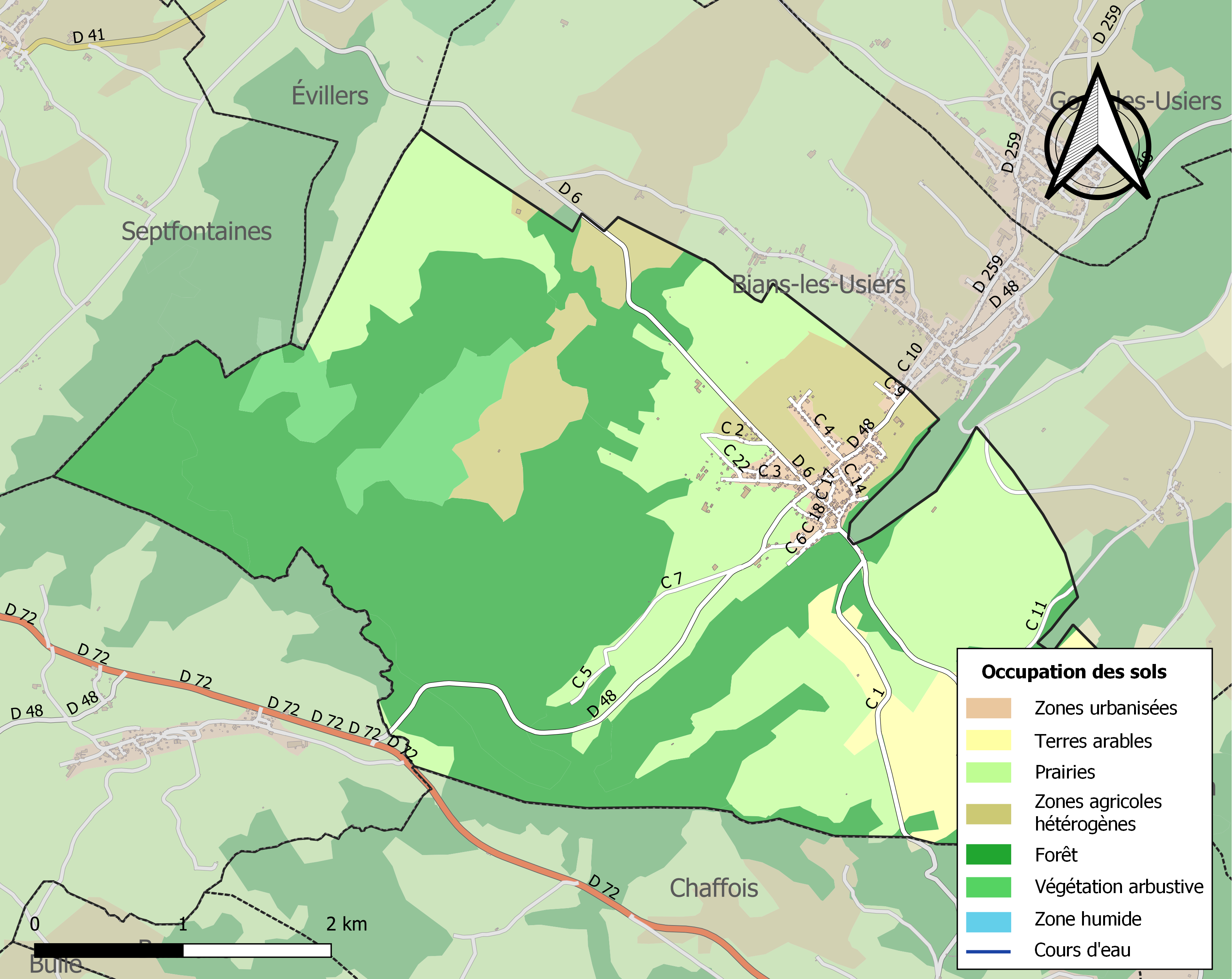
Carte des infrastructures et de l'occupation des sols de la commune en 2018 (CLC).

## Histoire
Sumbacort en 1244 ; Sombacor en 1259 ; Sonbacor en 1267 ; Sombacor en 1273 ; Sumbacourt en 1291 ; Sombecort en 1313 ; Sombacour depuis 1394.
Au 1er janvier 2024, la fusion des communes de Bians-les-Usiers, Goux-les-Usiers et Sombacour a créé la commune nouvelle de Val d'Usiers. Son chef-lieu est Bians-les-Usiers,.

## Politique et administration

### Liste des maires

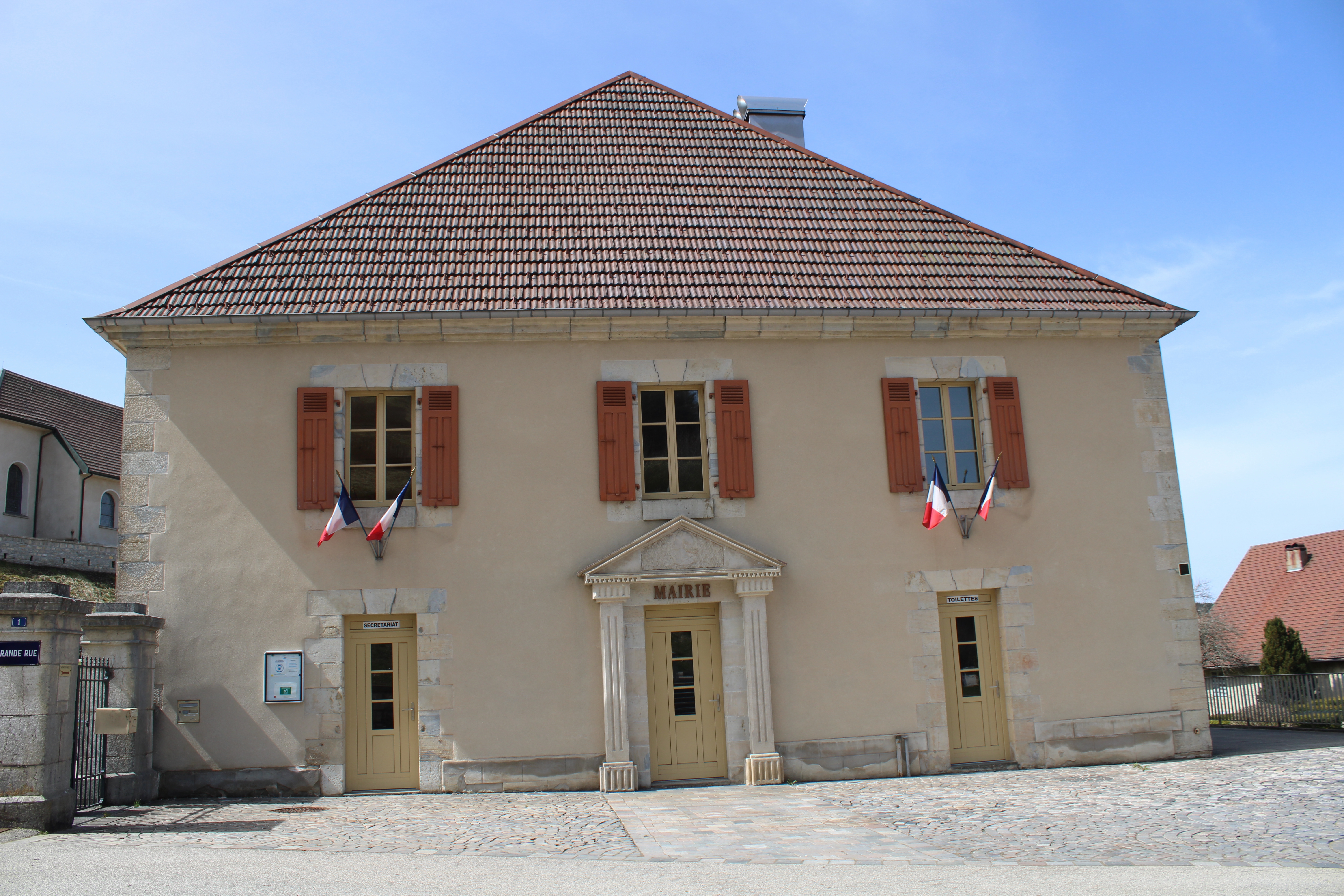
La mairie.

| Période                                  | Période          | Identité        | Étiquette | Qualité |
| ---------------------------------------- | ---------------- | --------------- | --------- | ------- |
| mars 2001                                | 2014             | André Saillard  |           |         |
| mars 2014                                | mai 2020         | Maryse Jeannin  |           | Cadre   |
| mai 2020                                 | 31 décembre 2023 | Frédéric Toubin |           |         |
| Les données manquantes sont à compléter. |                  |                 |           |         |

### Liste des maires délégués
| Période      | Période  | Identité | Étiquette | Qualité |
| ------------ | -------- | -------- | --------- | ------- |
| janvier 2024 | En cours |          |           |         |

## Démographie
L'évolution du nombre d'habitants est connue à travers les recensements de la population effectués dans la commune depuis 1793. Pour les communes de moins de 10 000 habitants, une enquête de recensement portant sur toute la population est réalisée tous les cinq ans, les populations de référence des années intermédiaires étant quant à elles estimées par interpolation ou extrapolation. Pour la commune, le premier recensement exhaustif entrant dans le cadre du nouveau dispositif a été réalisé en 2007.

En 2021, la commune comptait 629 habitants, en évolution de +0,8 % par rapport à 2015 (Doubs : +1,88 %, France hors Mayotte : +2,11 %).
| 1793 | 1800 | 1806 | 1821 | 1831 | 1836 | 1841 | 1846 | 1851 |
| ---- | ---- | ---- | ---- | ---- | ---- | ---- | ---- | ---- |
| 464  | 388  | 509  | 514  | 580  | 596  | 621  | 625  | 584  |

| 1856 | 1861 | 1866 | 1872 | 1876 | 1881 | 1886 | 1891 | 1896 |
| ---- | ---- | ---- | ---- | ---- | ---- | ---- | ---- | ---- |
| 567  | 575  | 565  | 542  | 539  | 564  | 550  | 525  | 560  |

| 1901 | 1906 | 1911 | 1921 | 1926 | 1931 | 1936 | 1946 | 1954 |
| ---- | ---- | ---- | ---- | ---- | ---- | ---- | ---- | ---- |
| 564  | 563  | 532  | 511  | 530  | 515  | 518  | 478  | 507  |

| 1962 | 1968 | 1975 | 1982 | 1990 | 1999 | 2006 | 2007 | 2012 |
| ---- | ---- | ---- | ---- | ---- | ---- | ---- | ---- | ---- |
| 478  | 463  | 464  | 512  | 514  | 524  | 573  | 580  | 613  |

| 2017 | 2021 | - | - | - | - | - | - | - |
| ---- | ---- | - | - | - | - | - | - | - |
| 641  | 629  | - | - | - | - | - | - | - |

## Lieux et monuments
- Mont-calvaire de Sombacour,  Inscrit MH (1989).
- Le monument aux morts, réalisé par Jules Guillin,  Inscrit MH (2022).
- Vestiges du château d'Usier. Construit par les sires de Joux dans le premier quart du XIe siècle[19], il fut assiégé par les confédérés en 1475, pris et saccagé, puis pris par les troupes suédoises en 1639, et repris quelques semaines après par les Comtois.

Ses vestiges auraient été définitivement rasés lors de la première conquête française, en 1668.
De nos jours, seul le fossé annulaire qui protégeait les abords du château est parfaitement discernable : les soubassements de la courtine qui le dominait sont visibles. Le soubassement gauche de la porte charretière, munie de sa crapaudine a été dégagée il y a quelques années lors de l'élargissement d'un chemin d'accès à la plateforme du site castral. L'intérieur des basse et haute-cours sont en ruines.

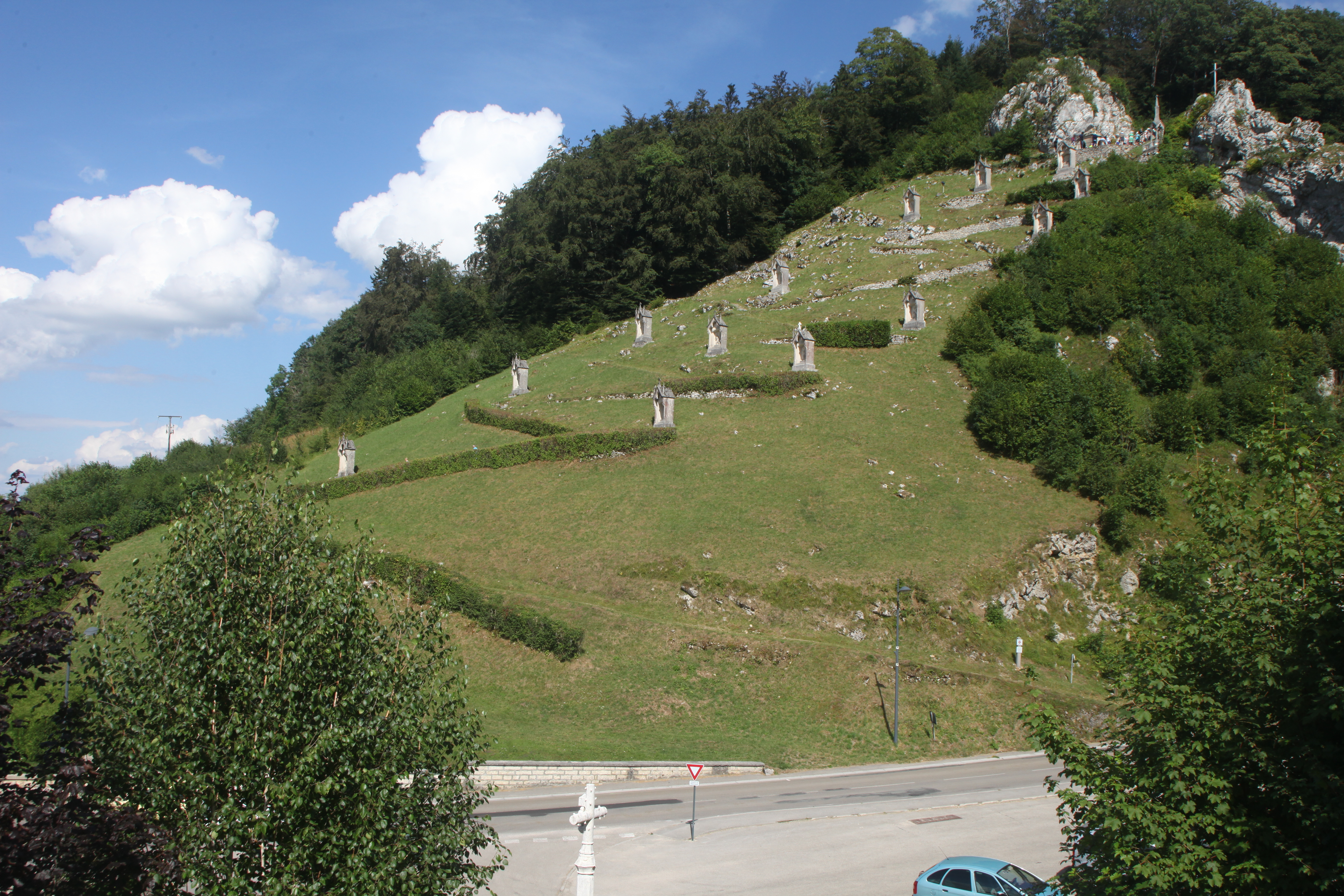
Mont-calvaire.
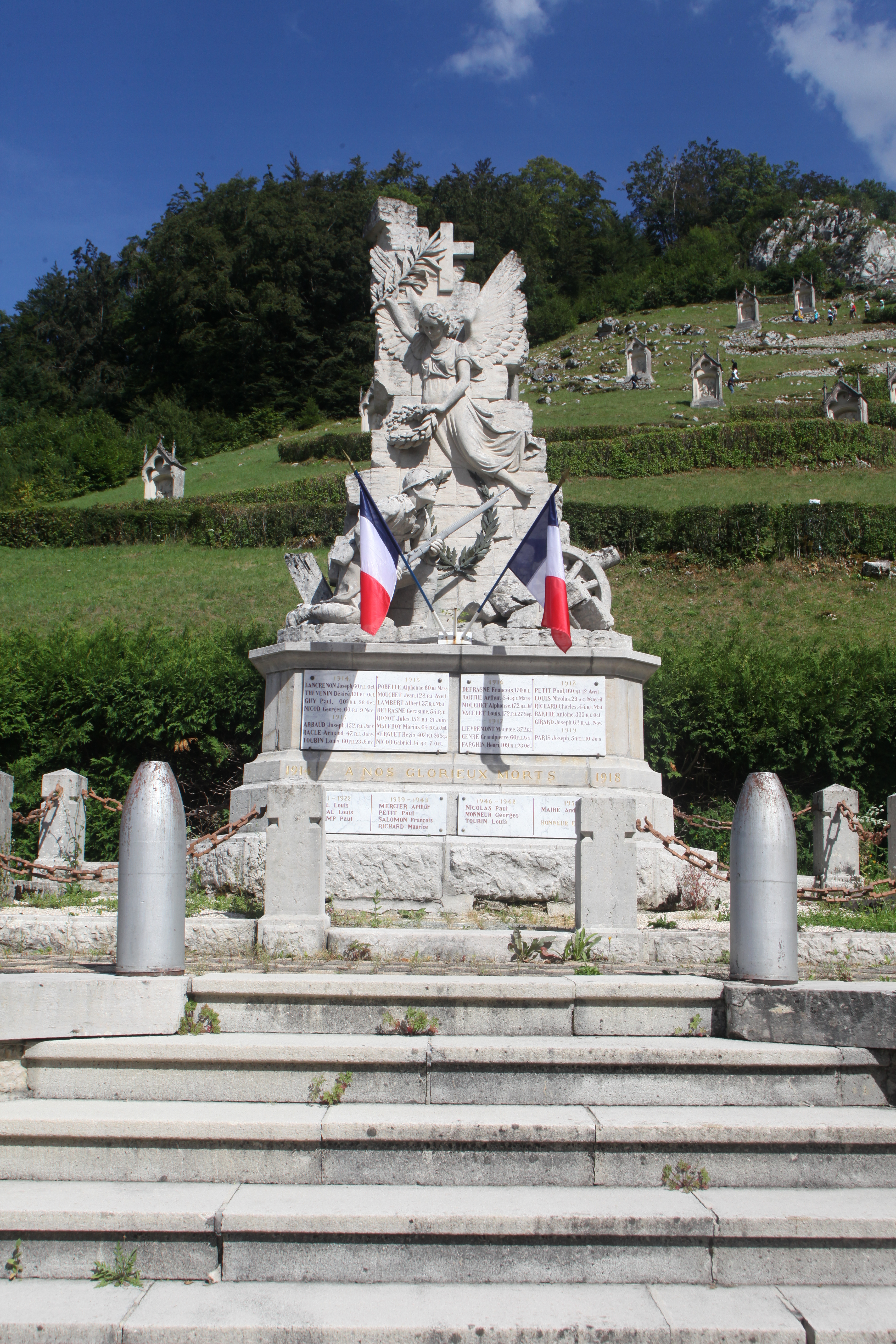
Monument aux morts.
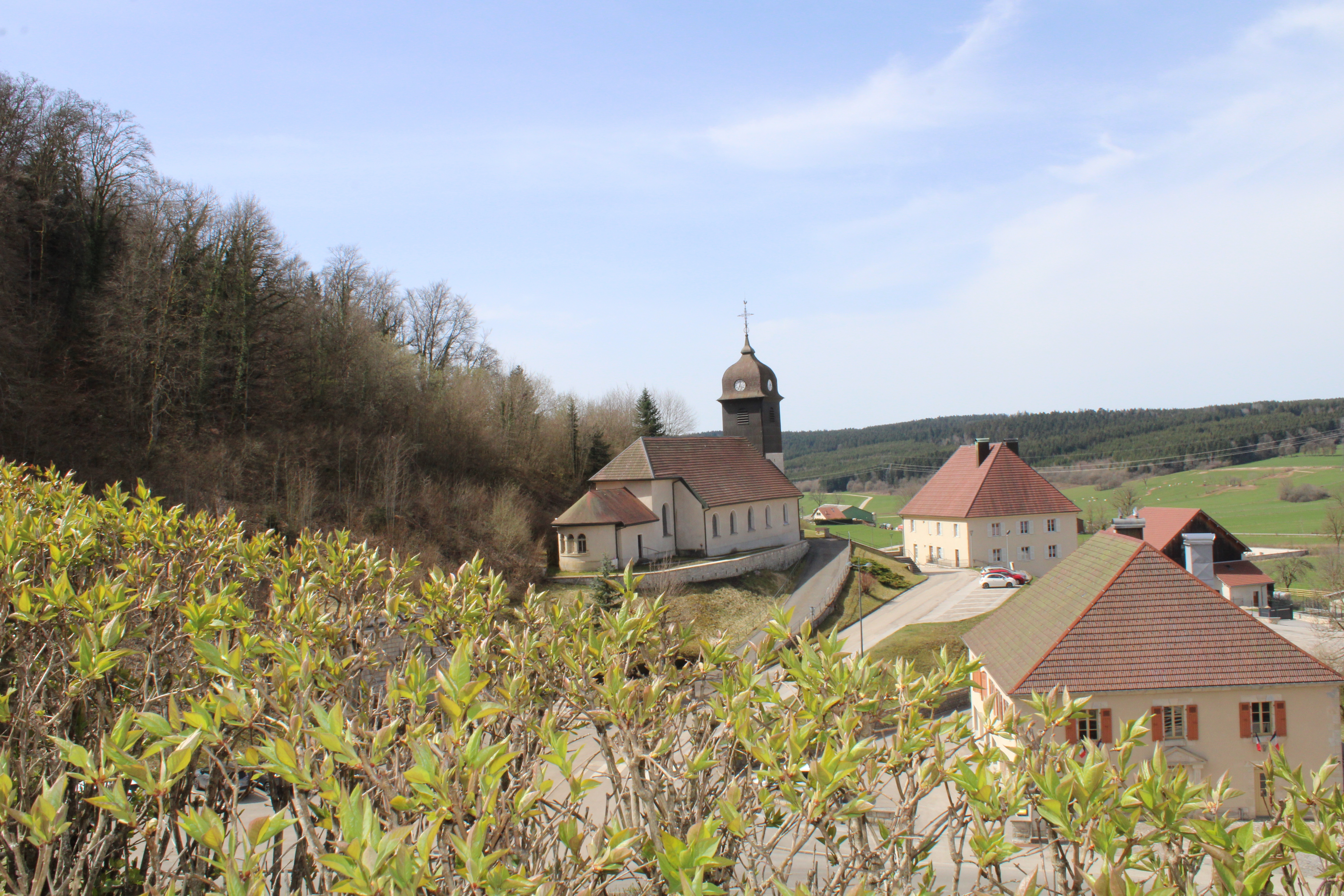
L'église vue depuis le Mont-Calvaire.
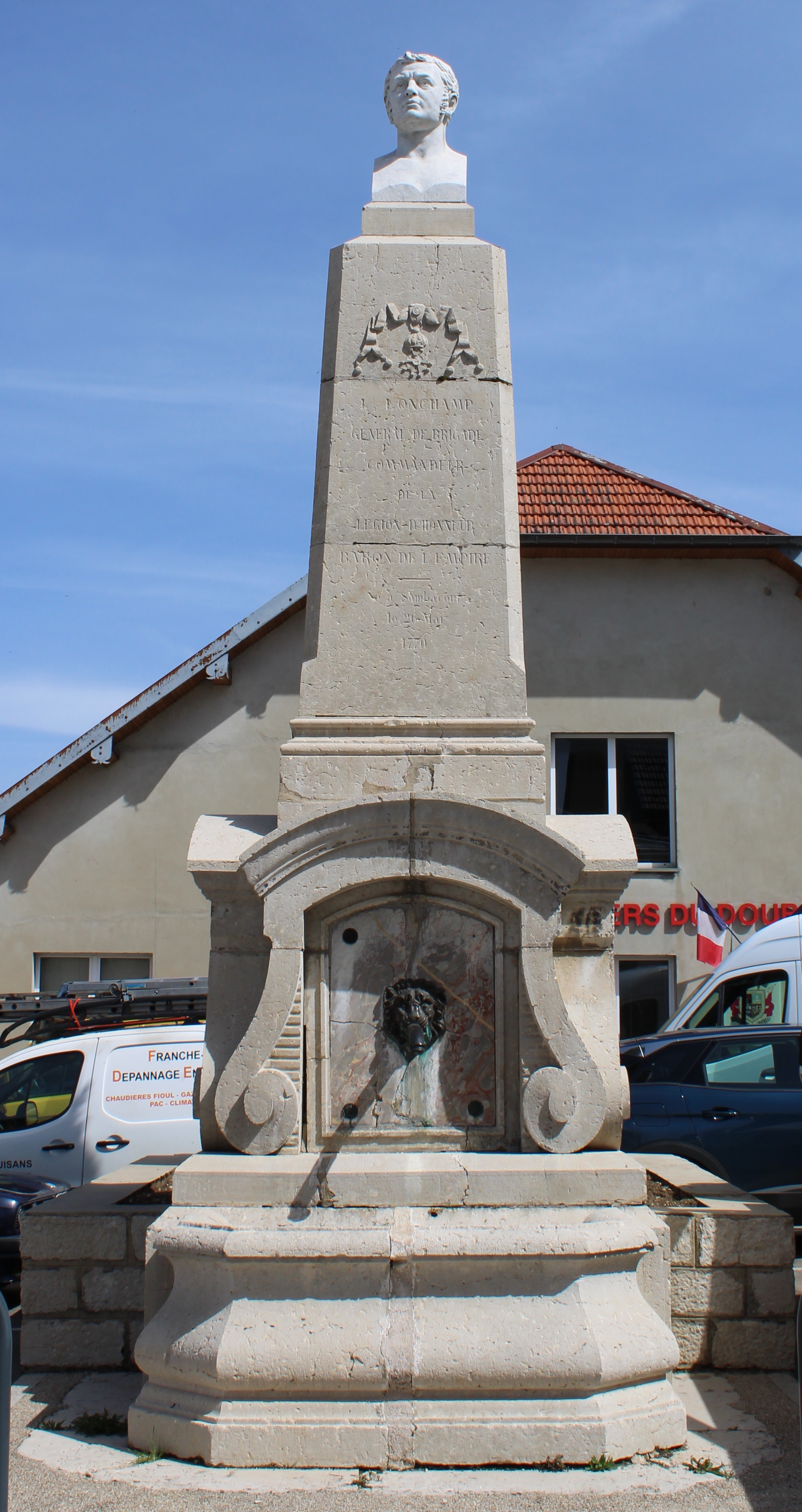
Ancienne fontaine et buste de Louis Lonchamp.
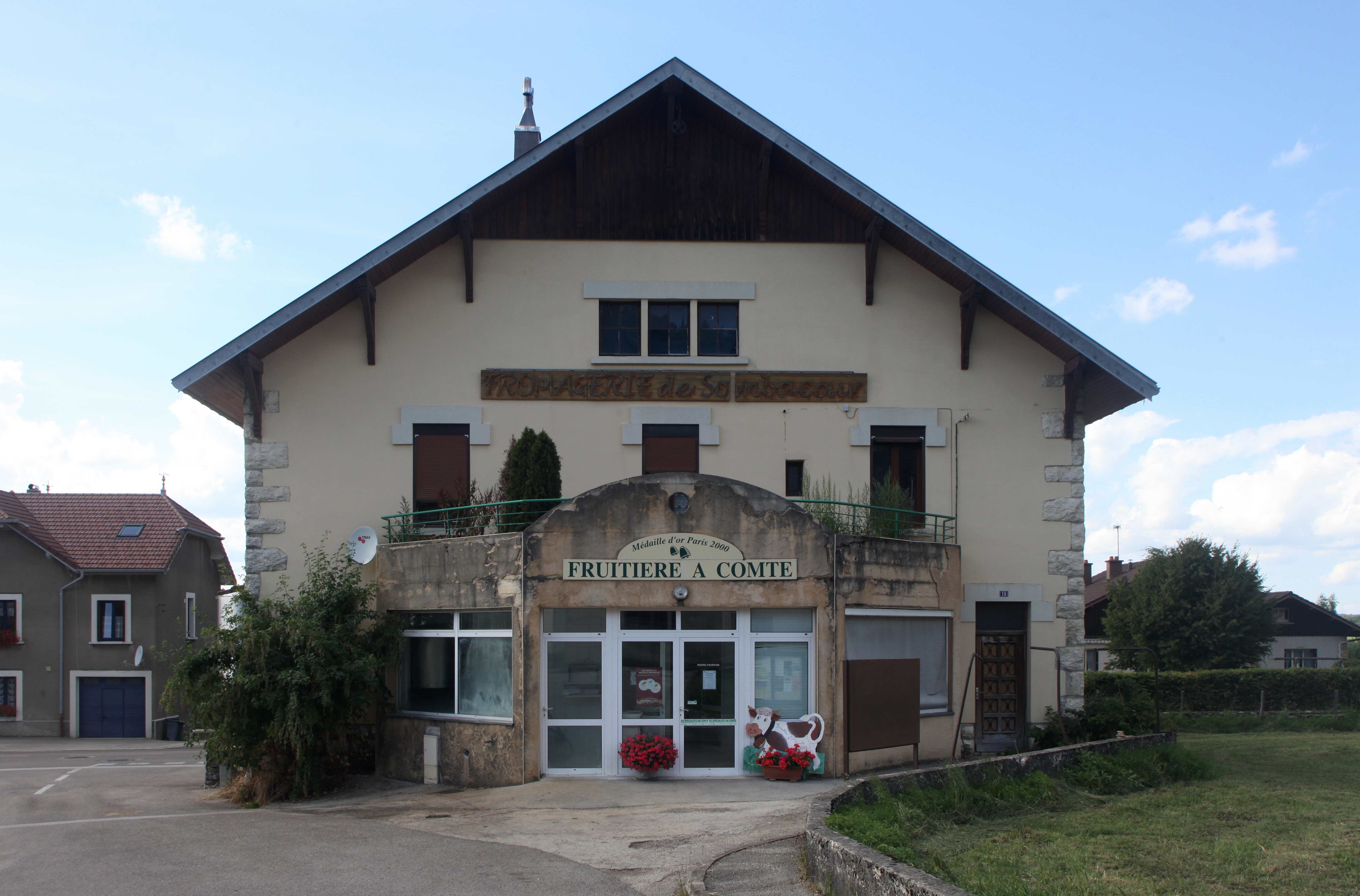
Fruitière.
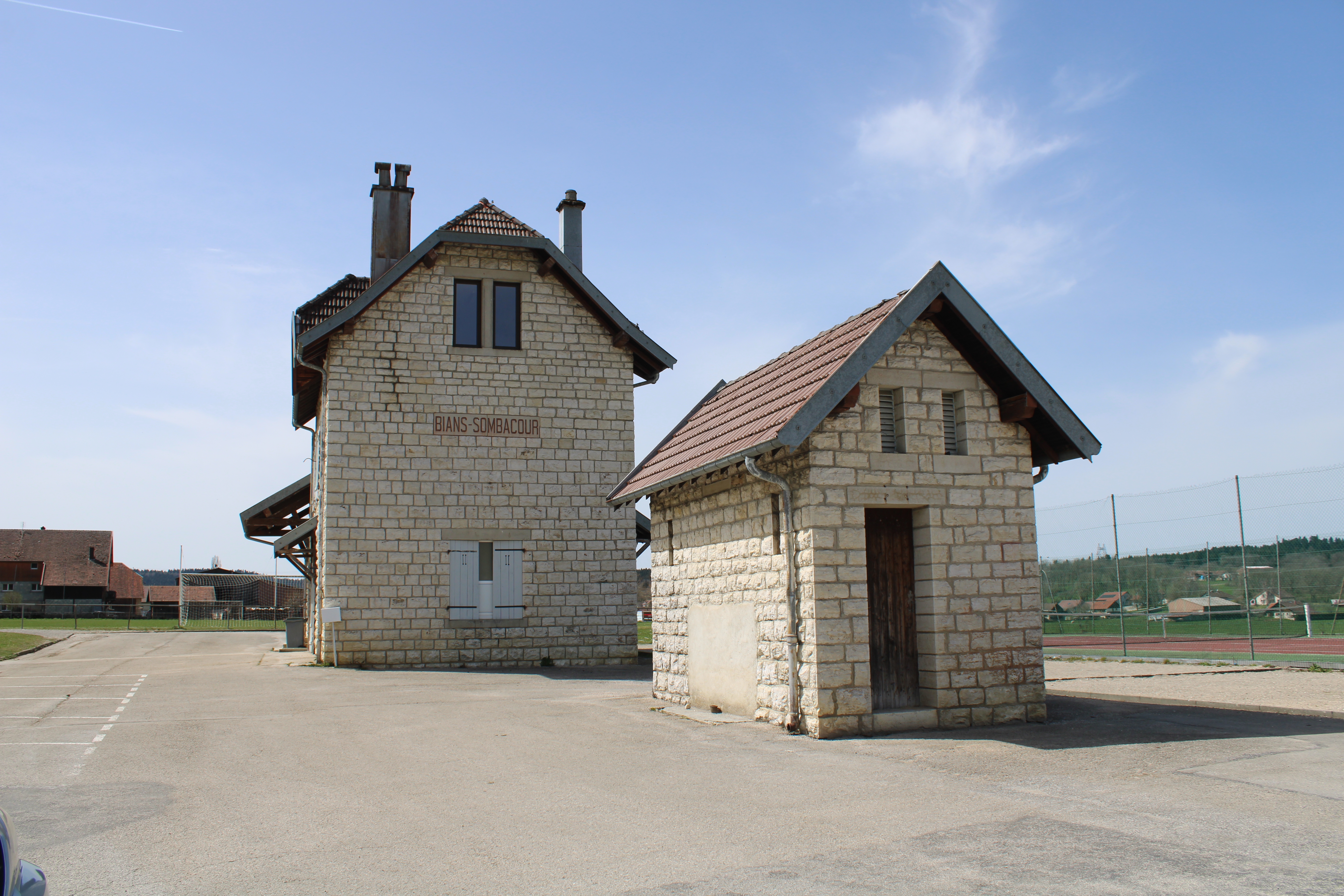
L'ancienne gare de Bians - Sombacour.

### L'église de Sombacour

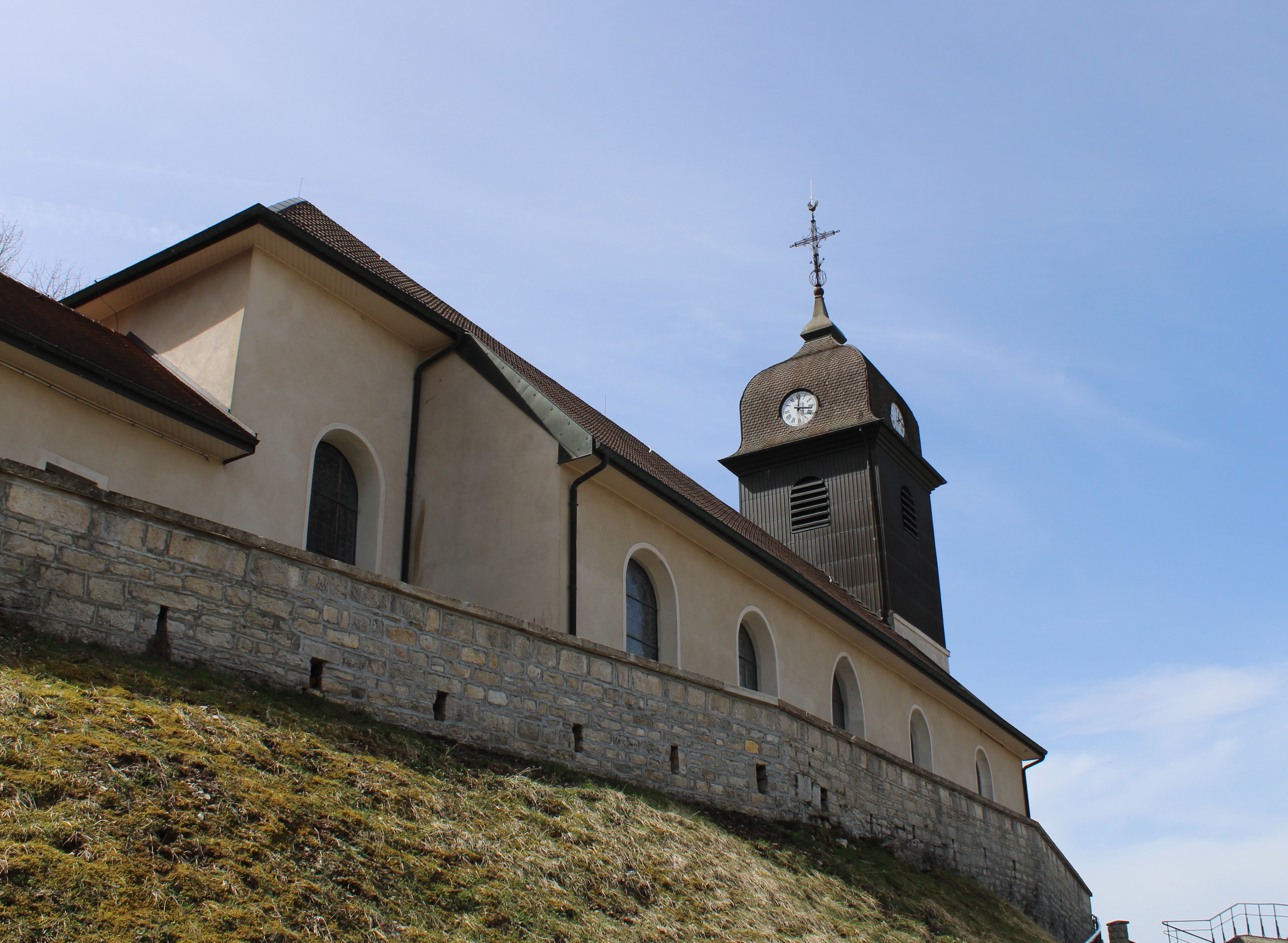
Vue extérieure.
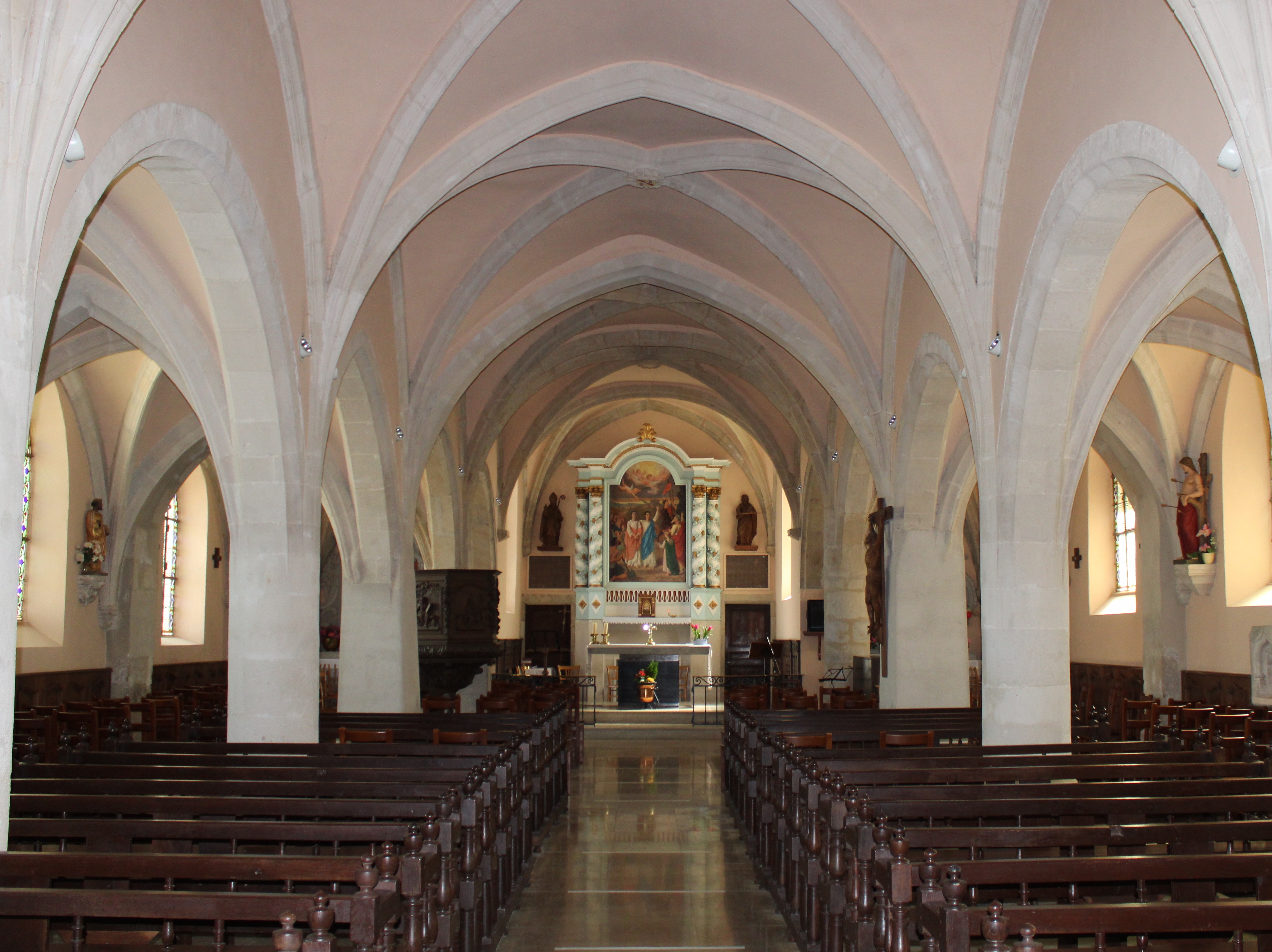
la nef.
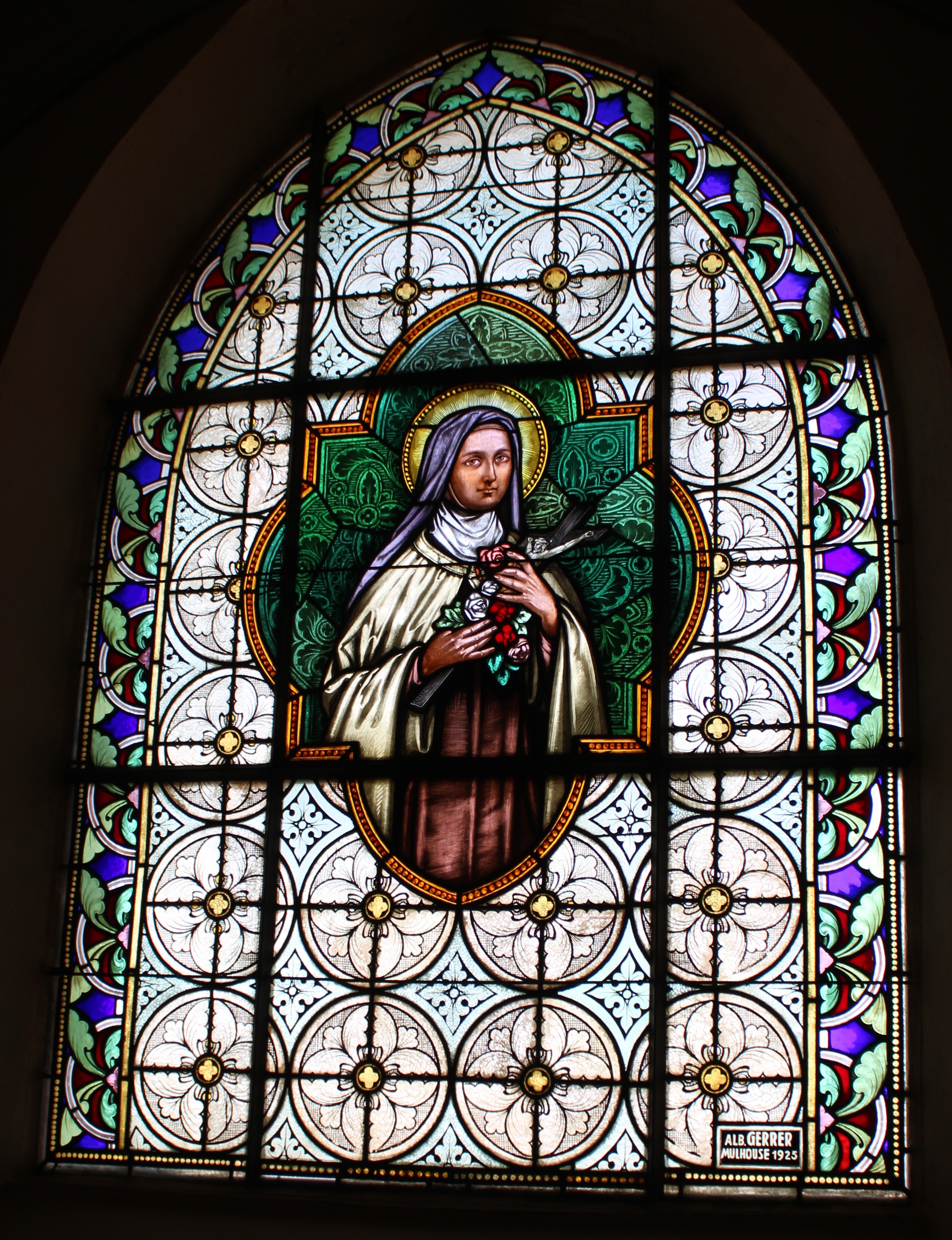
Vitrail de la Sainte-Vierge.
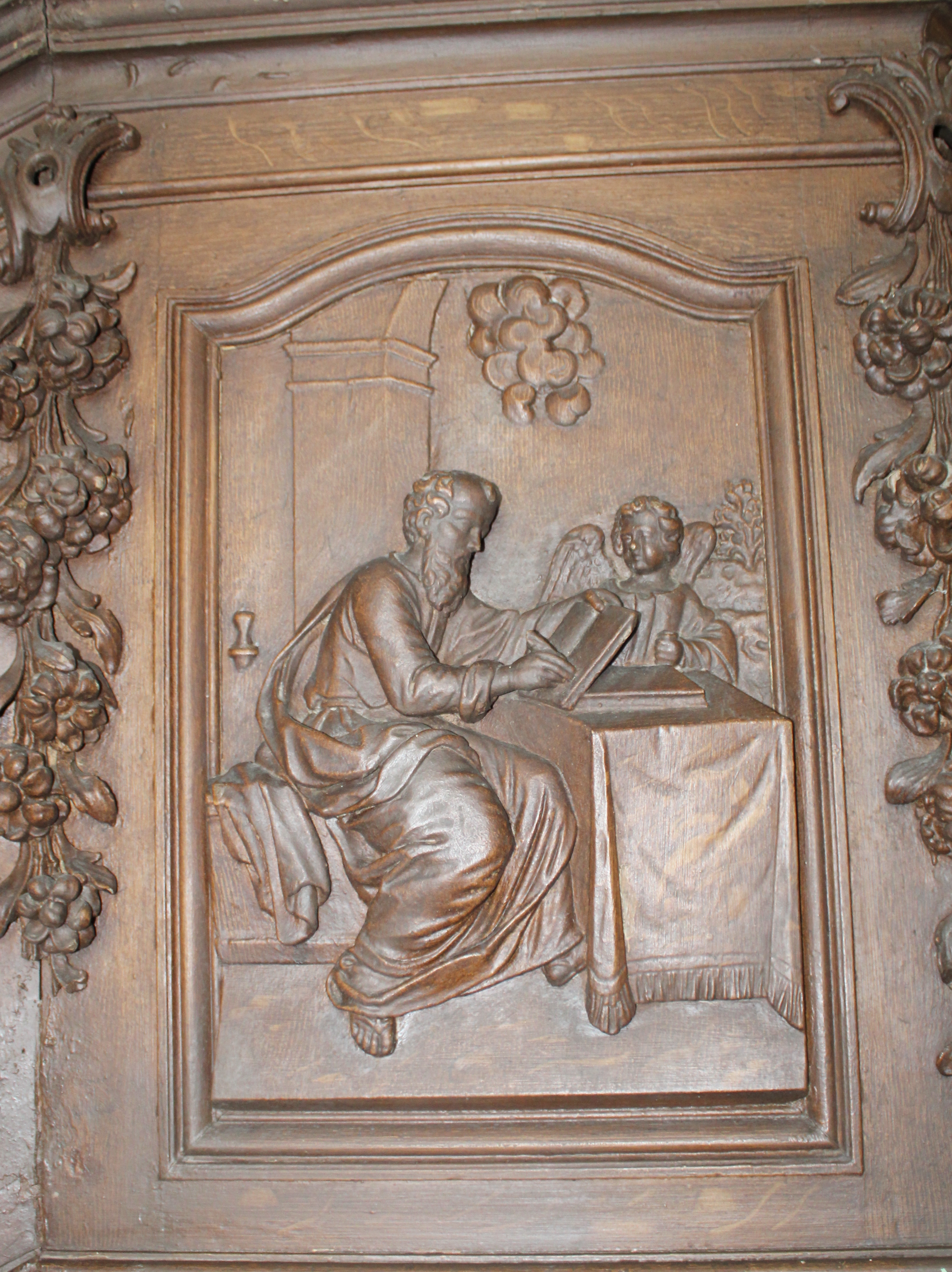
Détail des sculptures de la chaire.
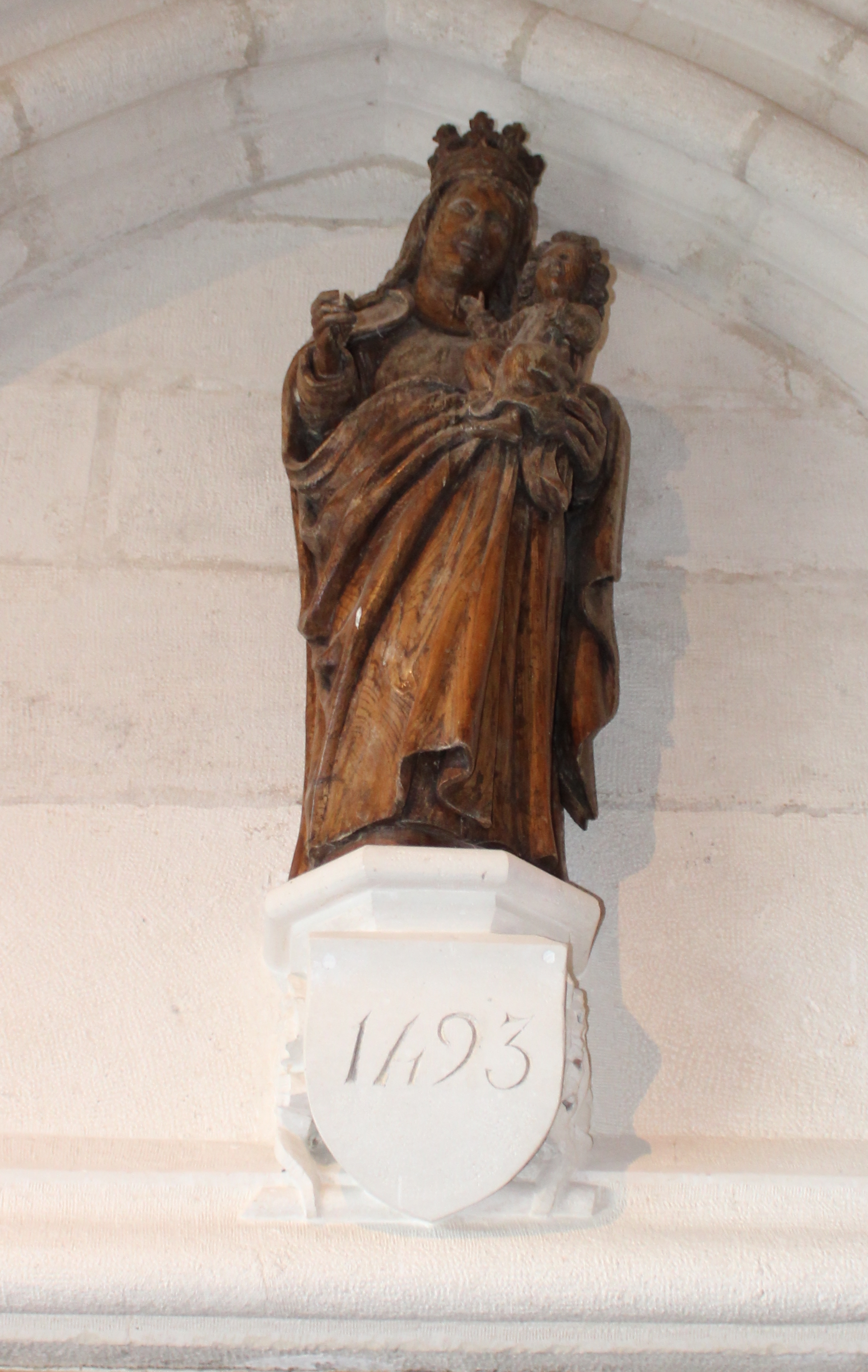
Statue en bois de la Vierge à l'enfant datée de 1493.

## Personnalités liées à la commune
- Louis Lonchamp (1770 - 1832), général baron d'Empire.

## Héraldique
| Blason de Sombacour | Blason  | Écartelé: aux 1er et 4e d'or à la bande de gueules, aux 2e et 3e d'or au pal de gueules chargé de trois chevrons d'or. |
| Blason de Sombacour | Détails | Adopté par la municipalité.                                                                                            |